# جک بانتینگ
جک بانتینگ (انگلیسی: Jack Bunting; ۱۹۰۰ – ۹ ژانویه ۱۹۵۱) بازیکن فوتبال اهل انگلستان بود.
از باشگاه‌هایی که در آن بازی کرده‌است می‌توان به باشگاه فوتبال برایتون اند هوو آلبیون اشاره کرد.